# Eliza Riddle Field
Eliza Riddle Field, född 1812, död 1871, var en amerikansk skådespelare och operasångerska. Hon hade en framgångsrik karriär i USA från 1826. 
Hon var dotter till skådespelarna William och Mary Riddle och växte upp i Cincinnati. Hon var verksam som barnskådespelare och gjorde sin formella debut som vuxen scenskådespelare vid fjorton års ålder hos Solomon Smith. 
Hon var engagerad i Solomon Smiths och Noah Ludlows teatersällskap, som uppträdde i Mobile-New Orleans-St. Louis 1826-1856, och blev en berömdhet som en av detta sällskaps ledande aktörer under särskilt 1830- och 40-talet.  Som sådan uppträdde hon på St. Charles Theatre från 1843.  Efter sin makes död 1856 Boston Museum Repertory Company där hon hade en framgångsrik karriär inom Shakespeare-roller till sin död. Hon spelade mot flera berömda aktörer som Edwin Forrest, William Charles Macready och Junius Brutus Booth, och James Murdoch beskrev henne som "one of the most beautifu and accomplished actresses of the American stage". 
Hon var länge teatersällskapets ledande kvinnliga skådespelare och spelade ofta de kvinnliga huvudrollerna, särskilt i Shakespeares tragedier. Bland hennes roller fanns Mariana i The Wife av Knowles, Juliana i The Honey Moon av Tobin och Julia i Romeo och Julia. Hon spelade Julia i den amerikanska urpremiären av The Hunchback av James Sheridan Knowles på Chestnut Street Theatre 1831, och öppnade Smith-Ludlows teatrar i Mobile och St. Louis i samma roll 1835. 
Hon gifte sig 1836 med den ledande manliga skådespelaren Joseph M. Field (d. 1856) i samma sällskap och blev mor till sångerskan och journalisten Kate Field. 